# زمین‌لرزه ۲۰۱۰ ایندیانا
زمین‌لرزه ایندیانا  در تاریخ ۳۰ دسامبر ۲۰۱۰ میلادی، برابر با ‎۹ دی ۱۳۸۹، ساعت ۱۲:۵۵:۲۱ به زمان یوتی‌سی در ایندیانا ، منطقه گرین‌تاون، ایندیانا رخ داد.ژرفای این زلزله ۴٫۹ کیلومتر بود. بزرگی آن ۳٫۸ در مقیاس ریشتر بدست آمده‌است.